# Сурков, Александр Иванович
Александр Иванович Сурков (1902 — 1953) — железнодорожник, Герой Социалистического Труда (1943).

## Биография
Александр Сурков родился 21 ноября 1902 года на станции Черкашино (ныне — Волгоградская область). С пятнадцатилетнего возраста работал на железной дороге, был ремонтным рабочим, списчиком вагонов, телеграфистом. Позднее окончил курсы при Воронежском железнодорожном техникуме, работал дежурным по станции, руководил рядом станций, был поездным диспетчером. В 1940 году Сурков был назначен заместителем начальника Сталинградского отделения движения, а в 1942 году — начальником станции Сарепта Сталинградской железной дороги.
В годы Великой Отечественной войны Сарепта являлась важным железнодорожным узлом, работавшим с большим напряжением. На её парковых путях находилось на несколько тысяч вагонов сверх установленной нормы. Несмотря на постоянные авианалёты и бомбардировки, Сурков и его коллеги продолжали беспрерывно работать. 8 августа, когда во время бомбёжки возник пожар, Сурков и машинист Плешаков успешно потушили его, а затем вместе с остальными железнодорожниками вывел несколько десятков вагонов с важными грузами из-под вражеского огня, организовал восстановление путей, уже через 2 дня восстановив работоспособность станции. Когда фронт вплотную приблизился к станции, большинство персонала было эвакуировано, и Сурков во главе небольшой группы железнодорожников почти шесть месяцев в условиях почти полного отрыва от основных сил. Через станцию проходило большое количество грузов для фронта, топливо для Сталинградской ГРЭС и кораблей Волжской военной флотилии, эвакуируемое оборудование.
Указом Президиума Верховного Совета СССР от 5 ноября 1943 года за «особые заслуги в обеспечении перевозок для фронта и народного хозяйства и выдающиеся достижения в восстановлении железнодорожного хозяйства в трудных условиях военного времени» Александр Сурков был удостоен высокого звания Героя Социалистического Труда с вручением ордена Ленина и медали «Серп и Молот».
После окончания войны Сурков продолжил работу на железной дороге.
Погиб, в Ираке.
Дважды Почётный железнодорожник. Был награждён двумя орденами Ленина, орденом «Знак Почёта» и рядом медалей.